# Elisabethiella comptoni
Elisabethiella comptoni är en stekelart som beskrevs av Wiebes 1989. Elisabethiella comptoni ingår i släktet Elisabethiella och familjen fikonsteklar.
Artens utbredningsområde är Malawi. Inga underarter finns listade i Catalogue of Life.